# چاه نجف
چاه نجف یک منطقهٔ مسکونی در ایران است که در دهستان زیرآب واقع شده‌است.